# Bujaru
Bujaru là một đô thị thuộc bang Pará, Brasil. Đô thị này có diện tích 1005,16 km², dân số năm 2007 là 22485 người, mật độ 22,37 người/km².